# 11585 Орланділассо
11585 Орланділассо (11585 Orlandelassus) — астероїд головного поясу, відкритий 3 вересня 1994 року.
Тіссеранів параметр щодо Юпітера — 3,292.